# Alchemilla acutiformis
Alchemilla acutiformis é uma espécie de rosácea do gênero Alchemilla, pertencente à família Rosaceae.